# Ouderling
Ouderling is een kerkelijk ambt in het christendom.

## Vroege christendom
In het vroege christendom waren er "oudsten" naar het model van de Israëlieten. In de periode van Mozes vertegenwoordigden de oudsten het volk en werden (later) door God aangesteld als opzichters. In de loop van de eeuwen ontwikkelde dit zich van lokaal leiderschap tot een nationaal leiderschap. In de Perzische periode leidde dit tot hun plaats als leken in het sanhedrin, naast de priesters en schriftgeleerden. De manier waarop Handelingen de term "oudste", presbyteros gebruikt, is hier duidelijk op gebaseerd.
In de kerken van Paulus werd de term gebruikt om hun functie aan te duiden, geen status. Er kan echter niet worden uitgesloten dat er toen al sprake was van bisschoppen en diakenen.
In de latere boeken in het Nieuwe Testament wordt een tendens aangetroffen waarbij de term πρεσβύτερος, presbyteros, "oudste" meer en meer een ambtsdrager aanduidt. Een voorbeeld hiervan is Jakobus 5:14, waarbij voorheen priesterlijke taken worden genoemd zoals zalving. In 5:16 wordt echter onderlinge bekentenis genoemd, dus zij hadden op dat moment nog geen rol om een biecht af te nemen of de liturgie te leiden. In Handelingen wordt gezegd dat Paulus en Barnabas oudsten aanstelden in de heidense kerken. De rede in 20:18ff toont aan dat zij opzieners en herders waren die de erfenis van de apostelen bewaarden en het volk tegen zonde moesten beschermen. In deze rede worden de oudsten als bisschoppen aangeduid, de enige keer dat de term voorkomt in Handelingen.
In 1 Petrus 5:1ff adresseerde de auteur de oudere en jongere gelovigen als waren het leeftijdsgroepen, maar het is duidelijk dat de oudsten een college van gezagsdragers was met een pastorale functie. De vermaningen in vers 2-3 bewijzen dat zij de fondsen beheerden en autoriteit uitoefenden.
In de pastorale brieven komt de term presbytérion, "raad van oudsten" voor, waarmee de voorstelling van de oudsten als een soort sanhedrin wordt bevestigd. Als zij goed leiding geven, worden ze beloond. Soms lijken oudsten en bisschoppen synoniemen, maar wordt bisschop altijd in enkelvoud gebruikt en oudste in meervoud. Dit is mogelijk een aanwijzing dat op dat moment al de bestuurlijke taken hoofdzakelijk lagen bij één leidende oudste binnen het college en het startpunt was van de latere ontwikkeling van de monarchale bisschop.

## Rooms-katholicisme en Oosters-orthodoxe kerken
In de Rooms-katholieke Kerk en de Oosters-orthodoxe kerken heeft het ambt van de oudste zich ontwikkeld tot dat van priester. Het Griekse πρεσβύτερος, presbyteros is via de tussenvorm "presbyter" de etymologische voorloper van het woord priester.

## Protestantisme
De reformator Johannes Calvijn was er een krachtig voorstander van dat het ambt van ouderling en diaken voor een bepaalde tijd werd bekleed en dus geen ambt voor het leven was. Deze visie is opgenomen in de Dordtse Kerkorde van 1619 (waar veel hedendaagse kerkordes op zijn gebaseerd), daarin staat dat ouderlingen twee jaar zullen dienen, waarbij elk jaar de helft moet aftreden. In deze kerkorde staan drie functies van ouderlingen beschreven: De kerkelijke regering en tuchtuitoefening, het brengen van huisbezoeken en een stimulerende taak in het evangelisatiewerk.
Meestal bestaan er in de kerken van het gereformeerd protestantisme drie ambten, het ambt van predikant, ouderling en diaken. Het ambt van ouderling wordt beschouwd als voortzetting van het ambt van oudste dat in het Nieuwe Testament genoemd wordt. De ouderlingen hebben het pastoraal opzicht over de gemeente. De bestuurlijke taak berust bij de kerkenraad, bestaande uit ambtsdragers d.w.z. mensen die de bovengenoemde ambten uitoefenen. In veel protestants gereformeerde kerken is de predikant een 'gewone ouderling' met een bijzondere opdracht, namelijk het preken en bedienen van de sacramenten. Ouderlingen (met uitzondering van de predikanten) en diakenen moeten volgens veel kerkordes periodiek worden gekozen.
In de pinkster- en evangelische gemeenten heeft men al dan niet naast een voorganger ook oudsten. Hun ambt is ongeveer vergelijkbaar met dat van ouderling in de gereformeerd-protestantse kerken.
De doopsgezinden werden aanvankelijk geleid door oudsten. Hun functie was echter niet vergelijkbaar met die van ouderlingen, maar met die van predikant.
In de protestantse kerken kent men geen hiërarchie tussen de ambten. Binnen de PKN bestaat het ambt van ouderling-kerkrentmeester. Dit is een kerkrentmeester die als ouderling deel uit maakt van de kerkenraad. De werkzaamheden van de ouderling-kerkrentmeester zijn eerder materieel dan geestelijk van aard.

### Benoeming tot ouderling
In de meeste protestants gereformeerde kerken zijn de ambten van ouderling en diaken niet voor het gehele leven, maar voor een bepaalde periode. Dat betekent dat er geregeld vacatures ontstaan in de kerkenraad en de diaconie. Om deze vacatures op te vullen organiseert de kerkenraad (meestal) een stemmingsvergadering. Tijdens deze vergadering kunnen de belijdende leden hun stem uit brengen op een kandidaat die zij het meest geschikt vinden. Men kan meestal kiezen uit een door de kerkenraad opgestelde lijst met kandidaten voor de vacatures in de kerkenraad.
De verkozen kandidaten kunnen hun benoeming aanvaarden of niet aanvaarden. Wanneer zij hun benoeming aanvaarden wordt dit meestal enkele malen meegedeeld aan de gemeente, zodat de gemeente de gelegenheid krijgt om mogelijke bezwaren in te dienen bij de kerkenraad. Dit heet het recht van approbatie. Wanneer er van het approbatierecht geen gebruik wordt gemaakt en de gemeente dus stilzwijgend instemt, of de gemelde bezwaren niet terecht zijn, wordt een kandidaat bevestigd tot ouderling of diaken.